# Aulacofusus brevicauda
Aulacofusus brevicauda is een soort in de klasse van de Gastropoda (Slakken).
Het dier komt uit het geslacht Aulacofusus en behoort tot de familie Buccinidae. Aulacofusus brevicauda werd in 1832 beschreven door Deshayes.